# Cristina Morano
María Cristina Morano (Madrid, 1967) es una escritora y diseñadora gráfica española. Fue galardonada en 2000 con el Premio Nacional de Poesía José Hierro por su obra La insolencia.

## Trayectoria
Afincada en Murcia, desde el año 1999 ha publicado libros de poesía y relatos con editoriales como Bartleby Editores, Amargord o La Bella Varsovia. 
Su obra ha sido publicada en antologías poéticas como, entre otras, La manera de recogerse el pelo. Generación blogger, de David González (Bartleby, 2010), Esto no rima. Antología de poesía indignada del 15M, recopilada por Abel Aparicio, o Composición de lugar. Antología de poetas murcianos contemporáneos (La Fea Burguesía, 2016).
La obra comprometida de Morano tiene un componente de denuncia muy relacionado con su perfil feminista, que trata de alejarse de clichés y estereotipos de los que se ha acusado históricamente a la poesía escrita por mujeres.
El 15 de octubre de 2021, como parte de su faceta activista, Morano participó en el evento 'Palabras para el Mar Menor' con representantes del mundo de la comunicación, la música y las letras de Murcia para concienciar sobre la importancia de la recuperación del Mar Menor, un ecosistema importante que está en riesgo por problemas medioambientales.
Desde 2016, Morano publica regularmente artículos en la sección "Murcia y aparte" de ElDiario.es. 

## Reconocimientos
En 2000, Morano obtuvo el Premio Nacional de Poesía José Hierro promovido por la Universidad Popular José Hierro de San Sebastián de los Reyes por su obra La insolencia. Ese mismo año, su obra El pan y la leche ganó el Premio Poesía Emma Egea que concede la fundación del mismo nombre.
El año 2003 ganó el premio Alfonso X el Sabio de la Región de Murcia en la categoría de literatura.

## Obra
- 1999 – Las rutas del nómada. Universidad de Murcia. ISBN 978-84-8371-083-8.[9]
- 2000 – El pan y la leche.
- 2001 – La insolencia. Universidad Popular. ISBN 978-84-95710-01-7.[10]
- 2010 – El ritual de lo habitual. Editorial Amargord. ISBN 978-84-92560-68-4.
- 2010 – El arte de agarrarse. Junto a Julia Otxoa y Pablo García Casado. La Bella Varsovia. ISBN 978-84-612-3757-9.[11]
- 2014 – Cambio climático. Bartleby Editores. ISBN 978-84-92799-76-3.[12]
- 2020 – No volverás a hablar nuestra lengua. La Estética del Fracaso Ediciones. ISBN 978-84-121239-1-3.
- 2022 – Las novias. InLimbo. ISBN 978-84-124281-4-8